# Handan
Handan (en xinès simplificat: 邯郸; en xinès tradicional: 邯鄲; en pinyin: Hándān) és una ciutat a nivell de prefectura de la Xina, localitzada en la part sud-oest de la província de Hebei. La població, a partir de 2004, es calcula en un 1.390.000 habitants per al centre de ciutat urbà i 8.499.000 per a l'àrea de la prefectura de la ciutat d'uns 12.000 km².
Handan va ser la capital de l'estat de Zhao durant el Període dels Regnes Combatents, després del canvi de capital des de Zhongmu. La ciutat va ser conquerida per l'Estat de Qin amb posterioritat a l'annexió de Zhao per Qin, amb l'excepció del Dai Commandry. Qin Shihuang visità la ciutat una vegada i ordenà que tots els enemics de la seva mare fossin enterrats vius.
Handan ja era considerada com un important centre comercial durant la dinastia Han, però progressivament va declinar la seva activitat, potser a causa de les nombroses batalles que destruïren el nord de la Xina després dels Han.
Actualment, Handan és principalment una ciutat industrial. Alguns activitats i llocs d'interès cultural estan relacionats amb el folklore de Zhao; per exemple, hi ha la carretera en la qual Lin Xiangru retrocedí per deixar passar Lian Po, i el lloc en el qual Lian Po demanà el perdó de Lin Xiangru.
El creixement industrial de la ciutat ve generat per la xarxa de comunicació i transport. Les mines de carbó a Fengfeng proporcionen l'energia per a l'activitat metal·lúrgica (producció de ferro i acer) i l'existència d'indústria tèxtils. També hi ha plantes químiques i fàbriques de ciment, junt amb altres indústries. El PIB per capita en renminbi o iuan s'estima en uns 13.449 ¥ (2005).

## Fills il·lustres
- Xu Huaizhong (1929) Escriptor. Premi Mao Dun de Literatura de l'any 2019.

## Administració
La població en el cens de 2010 es va estimar en 1.371.000 per al centre urbà i 9.174.679 per a tot l'àrea al nivell de prefectura de 12.087 km².
L'executiu municipal, legislatiu i judicial és ubicat al Districte Congtai (丛台区, Cóngtái Qū), així com el PCX i les oficines de Seguretat Pública.
| Mapa                 | Mapa                      | Mapa     | Mapa             | Mapa                    | Mapa       | Mapa            |
| -------------------- | ------------------------- | -------- | ---------------- | ----------------------- | ---------- | --------------- |
| Districtes de Handan |                           |          |                  |                         |            |                 |
| #                    | Nom                       | Hanzi    | Hanyu Pinyin     | Població (est. el 2004) | Àrea (km²) | Densitat (/km²) |
| 1                    | Districte Congtai         | 丛台区   | Cóngtái Qū       | 330.000                 | 28         | 11.786          |
| 2                    | Districte Hanshan         | 邯山区   | Hánshān Qū       | 310.000                 | 32         | 9.688           |
| 3                    | Districte Fuxing          | 复兴区   | Fùxīng Qū        | 250.000                 | 37         | 6.757           |
| 4                    | Districte Fengfeng Mining | 峰峰矿区 | Fēngfēng Kuàngqū | 500.000                 | 353        | 1.416           |
| 5                    | Ciutat de Wu'an           | 武安市   | Wǔ'ān Shì        | 720.000                 | 1.806      | 399             |
| 6                    | Comtat de Handan          | 邯郸县   | Hándān Xiàn      | 400.000                 | 522        | 766             |
| 7                    | Comtat de Linzhang        | 临漳县   | Línzhāng Xiàn    | 590.000                 | 744        | 793             |
| 8                    | Comtat de Cheng'an        | 成安县   | Chéng'ān Xiàn    | 370.000                 | 485        | 763             |
| 9                    | Comtat de Daming          | 大名县   | Dàmíng Xiàn      | 750.000                 | 1.052      | 713             |
| 10                   | Comtat de She             | 涉县     | Shè Xiàn         | 390.000                 | 1.509      | 258             |
| 11                   | Comtat de Ci              | 磁县     | Cí Xiàn          | 640.000                 | 1.035      | 618             |
| 12                   | Comtat de Feixiang        | 肥乡县   | Féixiāng Xiàn    | 310.000                 | 496        | 625             |
| 13                   | Comtat de Yongnian        | 永年县   | Yǒngnián Xiàn    | 860.000                 | 898        | 958             |
| 14                   | Comtat de Qiu             | 邱县     | Qiū Xiàn         | 200.000                 | 448        | 446             |
| 15                   | Comtat de Jize            | 鸡泽县   | Jīzé Xiàn        | 250.000                 | 337        | 742             |
| 16                   | Comtat de Guangping       | 广平县   | Guǎngpíng Xiàn   | 250.000                 | 320        | 781             |
| 17                   | Comtat de Guantao         | 馆陶县   | Guǎntáo Xiàn     | 290.000                 | 456        | 636             |
| 18                   | Comtat de Wei             | 魏县     | Wèi Xiàn         | 810.000                 | 862        | 940             |
| 19                   | Comtat de Quzhou          | 曲周县   | Qǔzhōu Xiàn      | 410.000                 | 667        | 615             |